# Batalla de Tlaxcala
La Batalla de Tlaxcala fue un enfrentamiento armado que tuvo lugar el 5 de septiembre de 1519 entre las fuerzas españolas comandadas por Hernán Cortés y las fuerzas totonacas aliadas a los españoles contra los tlaxcaltecas encabezados por Xicohténcatl, hijo del tlatoani de Tizatlan.  Esta batalla tuvo lugar en el actual Municipio de Tlaxcala, en el estado del mismo nombre.

## Inicios
Unos días después de haber derrotado al grupo de otomíes aliados a la República de Tlaxcallan en la batalla de Tecóac,Hernán Cortés reanudó la expedición rumbo a Tlaxcala. A pesar de las súplicas de sus hombres de regresar a la costa de Veracruz, el capitán se resistió a esta propuesta e insistió en que mostrar flaqueza con una retirada sólo los haría más vulnerables a los ataques tlaxcaltecas, además perderían el apoyo de sus recientes aliados totonacos.
Durante este lapso de tiempo se mandaron embajadas para evitar los enfrentamientos y las tropas se mantenía alertas para efectos de estar a la defensiva de cualquier operación enemiga. Las respuestas del príncipe Xicohténcatl eran siempre hostiles y retadoras. En algún punto, los tlaxcaltecas mandaron espías hacía el campamento de Cortés, pero estos fueron descubiertos y sus manos cortadas para enviárselas a Xicohténcatl como advertencia.
Dado lo inevitable de la batalla, Cortés preparó a sus tropas con lo que se desarrollaron planteamientos tácticos para enfrentar dicha calamidad, es decir, caballerías al frente, los de espada y rodela, ballesteros y arcabuceros listos para repeler los ataques en la retaguardia. Se hablan de tener las lanzas terciadas, es decir colocadas al brazo para acometer y alancear con el caballo. Del lado tlaxcalteca se habla de cuatrocientos efectivos, quienes comenzaron a arrojar todo tipo de proyectiles, las infanterías acometían con macuahuitl y otros tipos de armas cuerpo a cuerpo.

## Batalla
La estrategia de Cortés consistía en mantener el escuadro con formación cerrada. A pesar del éxito de la estrategia, los tlaxcaltecas a partir de choques frontales en varias ocasiones estuvieron a punto de romper las formaciones hispanas. Es de importancia decir que existían algunas discordias dentro de los mandos tlaxcaltecas, las cuales impidieron una mayor coordinación y apoyo. Probablemente esto le ayudó a Cortés para evitar ser destruido por completo, ya que algunas tropas de Tlaxcala no combatían dadas las rencillas mencionadas.
Se mencionan las bajas hispanas y heridos entre los que se cuentan, caballos, a más de sesenta de infantería, y el mismo Bernal fue herido con una honda en la cabeza y una punta de proyectil en la pierna. Referente a los pocos casos de aliados indígenas se menciona la baja de tres indígenas. Las nuevas embajadas de paz enviadas por Cortés después de algunas escaramuzas más, terminaron con la consecuente alianza con los tlaxcaltecas que irá rindiendo frutos en las posteriores campañas de Hernán Cortés.